# إراسموس بيتيرس
إراسموس بيتيرس (بالإنجليزية: Erasmus Pieterse) هو لاعب هوكي الحقل جنوب أفريقي، ولد في 20 أغسطس 1983.

## وصلات خارجية
- إراسموس بيتيرس على موقع الاتحاد الدولي للهوكي (الإنجليزية)
- إراسموس بيتيرس على موقع اتحاد جنوب إفريقيا للهوكي (الإنجليزية)
- إراسموس بيتيرس على موقع اللجنة الأولمبية الدولية (الإنجليزية)
- إراسموس بيتيرس على موقع أوليمبيديا (الإنجليزية)
- إراسموس بيتيرس على موقع اتحاد ألعاب الكومنولث (مؤرشف) (الإنجليزية)